# Emma Bunton
Emma Lee Bunton, née le 21 janvier 1976 à Finchley, Londres est une chanteuse, danseuse, actrice et animatrice radio britannique, surtout connue pour être l'une des membres des célèbres Spice Girls. Son surnom dans le groupe était Baby Spice. Entre 1996 et 1998, Spice Girls est considéré comme le plus grand groupe féminin, avec plus de 86 millions de disques vendus en l'espace de deux opus et 10 singles classés numéros 1 dans le monde,,,.
Après la séparation du groupe en 2001, elle entame une carrière solo avec son premier album A Girl Like Me, contenant les singles What Took You So Long?, Take My Breath Away et We're Not Gonna Sleep Tonight, qui se vendra à plus de 100 000 copies au Royaume-Uni. Après deux opus Free Me (2004) et Life in Mono (2006), elle commence une carrière d’animatrice radio en 2009, en animant l’émission à succès Heart London.
Elle a également participé à plusieurs productions cinématographiques telles que : Spice World, le film (1997), Absolutely Fabulous, le film (2016) ou encore Yéti et Compagnie (2018).
En 2016, elle prête sa voix au personnage de Muhimu dans la version britannique de la série télévisée de Disney Channel : La Garde du Roi lion.

## Carrière

### 1976-1993: Débuts
Dès l'âge de trois ans, Emma parcourt les castings avec Pauline, sa mère. Elle est alors une mini top modèle et pose pour des photographes, figure dans des magazines pour enfants et tourne des publicités. Ensuite, alors qu'elle a à peine 16 ans, Emma se produit ensuite au théâtre, notamment dans une pièce aux côtés de Paul Cattermole du groupe S Club 7.

### 1994-2000: Spice Girls
En 1994, Emma remplace Michelle Stephenson au sein du groupe, les Spice Girls.
Leur premier album cartonne avec le single Wannabe qui reste en tête des charts européens durant plusieurs semaines. Leur deuxième opus Spiceworld se vend également très bien. Les filles enchaînent alors les tournées internationales et jouent dans un film retraçant leur vie en 1997. Le 28 mai 1998, alors que le groupe est au sommet de la gloire, Geri Halliwell décide de quitter le groupe pour entamer une carrière solo. Les autres continueront l’aventure et sortiront l’album : Forever en 2000. Puis le groupe se sépare en 2001 pour permettre aux filles de se consacrer à leur carrière solo.

### 2001-2006: Carrière solo
En 2001, Emma Bunton sort son premier album solo A Girl Like Me qui connaît un succès relatif. On retiendra les singles What Took You So Long?, Take My Breath Away et We're Not Gonna Sleep Tonight. En raison des ventes décevantes de cet album, Emma quitte Virgin Records en 2002.
En 2003, elle signe un contrat avec Polydor Records, et entreprend l'enregistrement de son deuxième album.
Le 9 février 2004, elle sort son deuxième album, Free Me. Cet album donne plus de crédibilité à la musique d'Emma avec des sonorités inspirées des années 1960, soul et bossa nova. Cet album est entre autres produit par Simon Fuller, l'ancien imprésario d'Annie Lennox et l'ancien imprésario des Spice Girls. Le single Maybe est un classique pour les fans. Sorti le 13 octobre 2003 au Royaume-Uni et dans le reste du monde le 21 juin 2004, ce titre est définitivement le tube de l'album Free Me en se classant directement dans le Top 5 des charts britanniques.
Après deux ans d'absence, Emma est de retour en novembre 2006 en sortant une reprise de la chanson de Petula Clark, Downtown. Le single se classe dans le Top 3 des charts britanniques.
En octobre 2006, Emma apparaît en tant que célébrité participante dans le programme d'automne de l'émission de la BBC Strictly Come Dancing et collabore avec le danseur professionnel Darren Bennett. Bien qu'elle ait été la favorite des spectateurs, elle finit à la troisième place et est la première participante féminine à être éliminée.
Il sera suivi de l'album Life in Mono, sous le label Universal Music TV, division de Universal Music Group, qui sort le 4 décembre 2006 toujours aux tons années 1960. Le second single, All I Need To Know est sorti le 12 février 2007 en Angleterre seulement. L'album reçut très peu de promotion, et n'a pas eu vraiment de succès.

#### Performance dansStrictly Come Dancing4
| Semaine | Danse/Chanson                                  | Scores du jury | Scores du jury | Scores du jury | Scores du jury | Scores du jury | Résultats |
| ------- | ---------------------------------------------- | -------------- | -------------- | -------------- | -------------- | -------------- | --------- |
| Semaine | Danse/Chanson                                  | Hoorwood       | Phillips       | Goodman        | Tonioli        | Total          | Résultats |
| 2       | Quickstep / I Got Rhythm                       | 8              | 8              | 8              | 9              | 33             | Safe      |
| 3       | Jive / The Edge of Heaven                      | 8              | 8              | 8              | 9              | 33             | Safe      |
| 4       | Foxtrot / One                                  | 8              | 7              | 7              | 8              | 30             | Safe      |
| 5       | Valse viennoise / Kiss from a Rose             | 8              | 9              | 8              | 9              | 34             | Safe      |
| 6       | Samba / Maria                                  | 9              | 9              | 9              | 9              | 36             | Safe      |
| 7       | Cha-cha-cha / All Right Now                    | 7              | 7              | 7              | 9              | 30             | Bottom 2  |
| 8       | American Smooth / Anything Goes                | 8              | 8              | 9              | 9              | 34             | Safe      |
| 9       | Valse / The Way We Were Paso doble / Explosive | 9              | 8 9            | 10 9           | 10             | 37             | Bottom 2  |
| 10      | Tango / Maneater Rumba / She's the One         | 9 8            | 8              | 9              | 9              | 35 34          | Bottom 2  |
| 11      | Tango / Santa Maria Salsa / Ain't Nobody       | 9 8            | 9 7            | 9              | 9              | 36 33          | 3e place  |

### 2007-2011: Reformation des Spice Girls et début de carrière dans la radio
Le 28 juin 2007, les Spice Girls annoncent leur reformation pour la sortie d'un greatest hits de leurs plus grands succès, en plus d'une tournée mondiale. Greatest Hits sort en novembre 2007 (les sorties varient par pays) et sort en janvier 2008 au Royaume-Uni. La tournée quant à elle, The Return of the Spice Girls débuta le 2 décembre 2007 à Vancouver. Dans la playlist de la tournée, chaque Spice Girl interprète une chanson de sa carrière solo. Emma interprète son classique Maybe. La tournée se termina prématurément le 26 février 2008.
On prétend que Dannii Minogue aurait demandé à Emma d'apparaître dans le "X-Factor" le 27 septembre 2008 en intégrant son équipe afin de choisir les trois finalistes sur les 25 participants. Le 28 septembre 2008, Emma organise également l'émission For One Night Only sur la chaîne ITV.
Depuis le 12 juin 2009, elle a sa propre émission le samedi à la radio Heart FM au Royaume-Uni où elle rencontre un bon succès.
Elle est juge à l'émission Dancing On Ice, au Royaume-Uni, entre 2010 et 2011.
Et elle a présenté l'émission britannique Don't stop believing: quelle sera la meilleure chorale 2011 ?

### 2012-2015: La comédie musicaleViva Forever, succès en radio et retour des Spice Girls aux Jeux olympiques

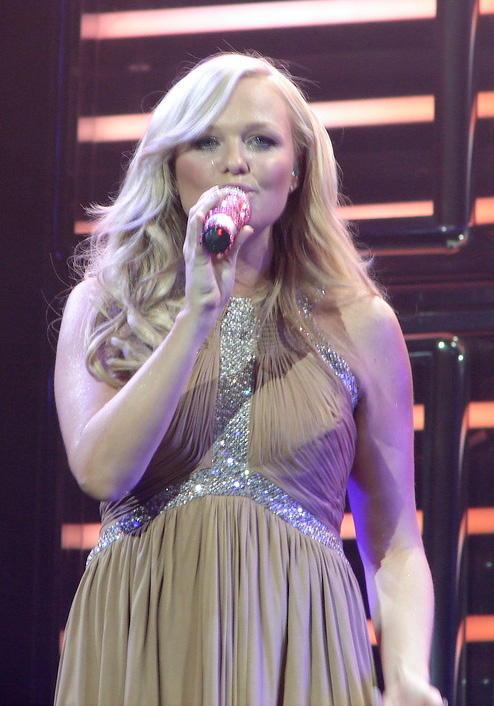
Emma Bunton en concert.

Le 26 juin 2012, les filles se réunissent à nouveau lors d'une conférence de presse à l'hôtel Saint Pancras de Londres pour le lancement de leur comédie musicale Viva Forever qui sera à l'affiche à partir de novembre 2012 au Picadilly Theatre à Londres. Une avant première officielle avec les cinq Spice Girls a eu lieu le 11 décembre 2012.
La même année, le groupe est invité à participer au jubilé de la reine. Elles déclinent l'invitation. Néanmoins, elles acceptent de faire une prestation pour la cérémonie de clôture des Jeux olympiques de Londres le 12 août 2012. Dans une mise en scène utilisant des taxis londoniens, elles interprètent un pot-pourri de leurs plus grands succès « Wannabe » et « Spice up your life ». Leur passage suscite alors un engouement mondial incroyable : leurs albums remontent subitement dans les charts mondiaux et elles obtiennent un record de 116 000 tweets par minute pendant la cérémonie de clôture qui les classent numéro 1 de l'événement pour la sphère Twitter.
À la suite de cette prestation, un documentaire Viva Forever avec la participation des chanteuses est confirmé, pour une diffusion fin 2012.
La même année, Emma Bunton est invitée sur le titre I Know Him So Well, extrait de l'opus Stages de Melanie C. Le titre sortit en single uniquement au Royaume-Uni, s'érige à la 14e meilleure place de ventes de singles.
Depuis le 7 janvier 2013, elle co-présente le Breakfast Show de Heart Fm London.

### 2016-2018: Spice Girls GEM et retour en tant qu'actrice
En 2016, elle apparaît dans le film Absolutely Fabulous, le film, qui sort en France le 23 novembre 2016. Dans un même temps, elle prête sa voix au personnage de Muhimu dans la version britannique de la série télévisée de Disney Channel : La Garde du Roi lion.
En 2016, pour célébrer leur 20 ans, il est annoncé que le groupe Spice Girls se reforme avec trois membres : Geri Halliwell, Melanie Brown et Emma Bunton sous le nouveau nom de Spice Girls GEM. Victoria Beckham et Melanie C, ne prendront pas part à l’aventure pour se consacrer à leurs propres carrières. Un nouveau single, un nouvel album et une tournée sont en préparation. Cependant, à la suite de la grossesse de Geri Halliwell, les projets de reformation sont annulés.
En 2017, elle est jury de la télé réalité américaine Boy Band, aux côtés de Nick Carter, Rita Ora et Timbaland, dont le but est de dénicher le prochain boys band.
Le 28 septembre 2018, elle prête sa voix à la version britannique du personnage Mama Bear pour le film d'animation à succès Yéti et Compagnie, qui comprend en vedettes Channing Tatum, James Corden, LeBron James et Danny DeVito,. Le film est un succès mondial et engendre plus de 214,1 millions de dollars dans le monde .

### 2019-présent:4ealbumMy Happy Place, single de Noël et livre
En 2019, il est confirmé qu'Emma Bunton a signé un contrat avec la maison de disques BMG et qu'elle sortirait prochainement son 4e album. Le 27 février 2019, elle publie le single Baby Please Don't Stop, premier extrait de son opus My Happy Place, qui paraît le 12 avril 2019. L'opus est un succès, en se classant à 11e place des meilleures ventes de disques au Royaume-Uni. Le 15 novembre 2019, elle publie le single de Noël Coming Home For Christmas.
Le 10 juin 2021, elle publie son 1er livre Mama You Got This, qui traite de sa maternité et de ses souvenirs d'artiste.

## Vie privée
Emma Bunton a accouché le 10 août 2007 d'un garçon prénommé Beau Lee (son père est Jade Jones), puis donne naissance à un second garçon, Tate, né le 6 mai 2011. Emma Bunton a épousé Jade Jones le 13 juillet 2021.

## Discographie

### Albums
- A Girl Like Me (2001)
- Free Me (2004)
- Life in Mono (2006)
- My Happy Place (2019)

### Singles
| Année | Nom                                       | Classement UK | Album          |
| ----- | ----------------------------------------- | ------------- | -------------- |
| 1999  | What I Am (Tin Tin Out feat. Emma Bunton) | 2             | A Girl Like Me |
| 2001  | What Took You So Long?                    | 1             | A Girl Like Me |
| 2001  | Take My Breath Away                       | 5             | A Girl Like Me |
| 2001  | We're Not Gonna Sleep Tonight             | 20            | A Girl Like Me |
| 2003  | Free Me                                   | 5             | Free Me        |
| 2003  | Maybe                                     | 6             | Free Me        |
| 2004  | I'll Be There                             | 7             | Free Me        |
| 2004  | Crickets Sing for Anamaria                | 15            | Free Me        |
| 2006  | Downtown                                  | 3             | Life in Mono   |
| 2007  | All I Need to Know                        | 60            | Life in Mono   |
| 2019  | Baby Please Don't Stop                    | 11            | My Happy Place |

### DVD
| Année | Nom                                        |
| ----- | ------------------------------------------ |
| 2001  | Take My Breath Away - DVD single           |
| 2001  | We're Not Gonna Sleep Tonight - DVD single |

## Filmographie

### Comme actrice
- 1993 : To Play the King (téléfilm) : Prostituée
- 1997 : Spice World, le film (Spice World) : Elle-même
- 2001 : Yes You Can : Pop Angel
- 2005 : Pyaar Mein Twist
- 2005 : Chocolate : Guest-star
- 2009 : Ant & Dec's Christmas Show (téléfilm) : Belle-mère
- 2015: Como sobrevivir a una despedida: elle-même
- 2016 : Absolutely Fabulous, le film : elle-même
- 2018 : Yéti et Compagnie : Mama Bear (voix britannique uniquement)

### Bandes originales de films
- 1997 : Spice World, le film
- 1999 : Pokémon, le film : Mewtwo contre-attaque (Hey You) Free Up Your Mind)

## Littératures
- 2021 : Mama You Got This